# Julus bahiensis
Julus bahiensis är en mångfotingart som beskrevs av Brandt 1841. Julus bahiensis ingår i släktet Julus och familjen kejsardubbelfotingar. Inga underarter finns listade i Catalogue of Life.